# 番禺県
番禺県（ばんぐうけん、ばんぐけん、はんぐけん）は、かつて中国に存在した県。

## 歴史
紀元前214年、秦によって嶺南に桂林郡・象郡・南海郡が置かれると、番禺が南海郡の首県並びに郡治所在地とされた。紀元前204年、秦の竜川県令であった趙佗が自立して南越国を建国すると番禺を都とした。番禺は当時の中国九大都会の一つであり、『史記』貨殖列伝では「番禺はまたその一つの都会である」と記されている。
元鼎6年（紀元前111年）に前漢が南越を征服した後も番禺は引き続き南海郡の治所とされたが、後に交阯刺史部が蒼梧郡広信県に置かれると監察機構はそちらに移った。後漢末に交州刺史に任じられた歩騭は番禺が都邑にふさわしい地であるのを見て取り、建安22年（217年）に州治を番禺に移し、城郭を築いた。黄武5年（226年）に三国呉が交州から広州を分割すると、番禺はその州治となった。
開皇10年（590年）、隋によって南海郡が廃されると番禺県も南海県と改められ、広州総管府に属した。大業3年（607年）に南海郡が復活すると揚州に属した。武徳4年（621年）、唐によって南海郡が廃されて再び広州が設置されると、番禺県も再設置されてその県治は江南洲（河南）に置かれた。
唐末になると農民反乱が多発し、各地で藩鎮が割拠するようになった。貞明3年 / 乾亨元年7月（917年8月）、後梁の南海王劉巌は番禺で皇帝を称し（高祖）、国号を大越（後に漢、南漢と史称される）とした。高祖は興王府を設けて番禺は興王府に属するものとした。
大宝14年 / 開宝4年（971年）に南漢が宋に滅ぼされると、興王府が廃されて広南東区（後の広南東路）が置かれたが、翌開宝5年（972年）に番禺県は廃されて南海県に編入された。皇祐3年（1051年）に再置されてその県治は城東の紫泥（巷）に置かれた。乾道6年（1170年）に広東路は広州府、祥興元年（1278年）に広州府は翔龍府に改められたが、番禺はその府治とされた。
至元17年（1280年）、翔龍府は元によって広東道広州路と改められ、江西行省に属するものとされた。番禺は引き続きその道治、路治となった。洪武元年（1368年）に明によって広東道が広州府に改められると、番禺はその府治とされた。
1912年（民国元年）に広州府が廃されると番禺は広東省粤海道に属した。抗日戦争中に番禺が日本軍の占領を受けると、国民党の県政府は三水・沙坪・威井などに移ったが、1945年（民国34年）に抗日勝利を収めると市橋に移転した。
1949年（民国38年）、番禺が人民解放軍の手によって解放されると広東省珠江三角洲地方軍事管制委員会に属した。1958年12月15日から翌1959年6月10日にかけて順徳県と合併して番禺順県となったが、県治は大良鎮に置かれた。番禺順県が元の2県に分離した後、番禺県の府沿は市橋鎮に設けられた。1992年5月20日、番禺県は番禺市（県級市）となって広州市の管轄下に置かれた。2000年5月21日に広州市に編入されて番禺区となった。